# Zbigniew Wołkowicz

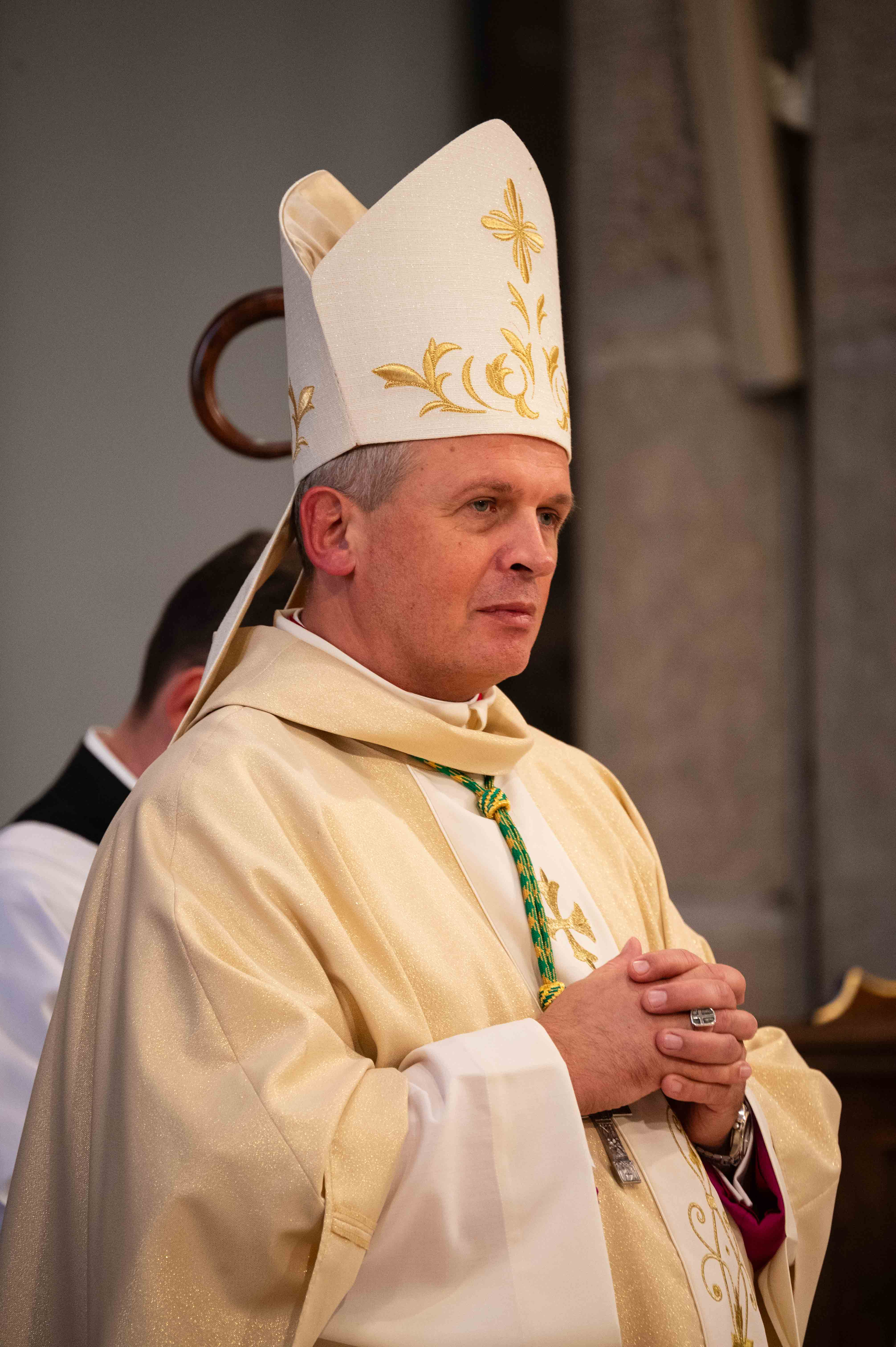
Zbigniew Wołkowicz (2024)

Bischofswappen von Zbigniew Wołkowicz

Zbigniew Daniel Wołkowicz (* 14. Januar 1970 in Poddębice) ist ein polnischer römisch-katholischer Geistlicher und Weihbischof in Łódź.

## Leben
Zbigniew Wołkowicz studierte von 1989 bis 1996 Philosophie und Katholische Theologie am Priesterseminar in Łódź. 1996 erlangte er an der Akademie für Katholische Theologie in Warschau mit der von Andrzej Perzyński betreuten dogmatischen Arbeit Zagadnienie jedności w publikacjach Chiary Lubich („Die Frage der Einheit in den Veröffentlichungen von Chiara Lubich“) einen Magister Theologiae. Am 8. Juni 1996 empfing er in Łódź durch den Erzbischof von Łódź, Władysław Ziółek, das Sakrament der Priesterweihe für das Erzbistum Łódź.
Nach der Priesterweihe war Wołkowicz zunächst von 1996 bis 1998 als Pfarrvikar der Pfarrei Kreuzerhöhung in Widawa tätig. 1998 setzte er seine Studien am Institut für Spirituelle Theologie der Katholischen Universität Lublin fort und erwarb im Jahr 2000 ein Lizenziat im Fach Spirituelle Theologie. Anschließend belegte er Kurse an der Akademie für Ausbilder an Priesterseminaren in Krakau (2001–2002) und an der Akademie für Beichtväter in Skomielna Czarna (2004–2006). Von 2002 bis 2012 war Wołkowicz Spiritual am Priesterseminar in Łódź, an dem er auch Spirituelle Theologie lehrte. Danach war er von 2012 bis 2019 am internationalen Spiritualitätszentrum Vinea mea der Fokolarbewegung in Loppiano tätig. Daneben absolvierte er in Vallombrosa einen Kurs für Ausbilder an Priesterseminaren und am Istituto Universitario Sophia in Loppiano einen Vorbereitungskurs für ein Promotionsstudium im Fach Fondamenti e prospettive di una Cultura dell’Unità. Nach der Rückkehr in seine Heimat wirkte Wołkowicz als Spiritual und als Dozent für Spirituelle Theologie am nationalen Spätberufenenseminar in Łódź. Ab 2021 fungierte er als Moderator des theologischen Propädeutikums am Priesterseminar in Łódź und lehrte dort zusätzlich Spirituelle Theologie. Darüber hinaus gehörte er ab 2021 dem Priesterrat und dem Konsultorenkollegium des Erzbistums Łódź an.
Am 25. September 2024 ernannte ihn Papst Franziskus zum Titularbischof von Vassinassa und zum Weihbischof in Łódź. Der Erzbischof von Łódź, Grzegorz Kardinal Ryś, spendete ihm und Piotr Kleszcz OFMConv am 19. Oktober desselben Jahres in der Stanislaus-Kostka-Kathedrale in Łódź die Bischofsweihe; Mitkonsekratoren waren der emeritierte Erzbischof von Łódź, Władysław Ziółek, und der Bischof von Łowicz, Wojciech Tomasz Osial. Sein Wahlspruch Pro amicis suis („Für seine Freunde“) stammt aus Joh 15,13 .